# Cantó de Gennes
El cantó de Gennes és una antiga divisió administrativa francesa del departament de Maine i Loira, situat al districte de Saumur. Té 10 municipis i el cap es Gennes. Va desaparèixer el 2015.

## Municipis
- Ambillou-Château
- Chemellier
- Chênehutte-Trèves-Cunault
- Coutures
- Gennes
- Grézillé
- Louerre
- Noyant-la-Plaine
- Saint-Georges-des-Sept-Voies
- Le Thoureil

## Història
| Data d'elecció                           | Identitat           | Partit                                               | Qualitat |
| ---------------------------------------- | ------------------- | ---------------------------------------------------- | -------- |
| 1945-1973                                | Joseph Cocard       | Divers droite                                        |          |
| 1973-1992                                | André Courtiaud     | UDF-CDS                                              |          |
| 1992-1998                                | Jacques Boussoutrot | Divers droite                                        |          |
| 1998-2015                                | Alain Lauriou       | Divers droite, després MoDem, després sense etiqueta |          |
| les dades anteriors no són pas conegudes |                     |                                                      |          |
|                                          |                     |                                                      |          |

## Demografia
| A partir de 1990: Població sense dobles comptes |